# Möriken-Wildegg

Photo aérienne de Möriken (1962).

Möriken-Wildegg est une commune suisse du canton d'Argovie dans le district de Lenzbourg.